# Alkis Kritikos
Alkis Kritikos (Grieks: Άλκης Κρητικός) (Nicosia, 1 oktober 1947) is een Grieks/Brits acteur, regisseur en leraar. Een van zijn meest opvallende rollen was die van Santos in de Bond-film For Your Eyes Only (1981). Daarnaast speelde hij in de televisieseries The Adventures of Sherlock Holmes en Rumpole of the Bailey.

## Carrière
Als theateracteur trad Kritikos op in Theatro Technis, Connaught Theatre Worthing, Royal Court Theatre, Half Moon Theatre, Yvonne Arnaud Theatre,  Thorndike Theatre,  Oxford Playhouse,  Belgrade Theatre,  Library Theatre Manchester, Sheffield Crucible, Place Theatre en The Shaw Theatre, Londen waar hij de hoofdrol speelde bij Esteban Trueba in 'Het huis van geesten' van Isabelle Allende.
Hij regisseerde zowel in het Verenigd Koninkrijk, Griekenland en Cyprus en de producties omvatten: Glam Rock Musical Blok Busta (GlamBusta), in het New Players Theatre in West End in Londen, Roast Beef van Leah Vitali, All Cloned Up (een komische musical), Sharp Practice, Tartuffe (Nationaal Theater van Cyprus), An Evening With Carmen Miranda, The Woman Who Cooked Husband, Two Rooms, In Other Beasts The Best (geschreven door Alkis Kritikos & David Burrows),  Theatre I en Theatre II van Samuel Beckett, The Collector, Miss Julie van August Strindberg met Angelique Rockas en In the Bar of a Tokyo Hotel van Tennessee Williams voor Internationalistisch theater' Londen.
Hij was docent en begeleider voor studenten theaterontwerp aan het Wimbledon College of Arts.
Op televisie was hij te zien in The Cuckoo Waltz, One Chance in Four, Sexton Blake, Connie, Watch All Night, The Dark Side of the Sun, Rockliffe's Babies, Thin Air, Vote for Them, Rumpole of the Bailey, The Gingerbread Girl en de titelrol in The Greek Interpreter in de serie The Adventures of Sherlock Holmes. Zijn meest recente tv-rol was een hoofdrol in Limni (The Lake), een 45-delige tv-serie voor RIK Cyprus Broadcasting Corporation.

## Filmografie
| Jaar | Titel                         | Rol            | Opmerkingen |
| ---- | ----------------------------- | -------------- | ----------- |
| 1981 | For Your Eyes Only            | Santos         |             |
| 1989 | Vote for Them Part2           | Ioannis        |             |
| 1989 | Slipstream                    | Cook           |             |
| 1991 | Rumpole at Sea                | Purser         |             |
| 1993 | Frankie and Linda             | Andreas        |             |
| 2006 | Akamas                        | Nikolis        |             |
| 2012 | Wrath of the Titans           | Father Cyclop  |             |
| 2014 | Legend of the Golden Fishcake | Pherecydes     |             |
| 2017 | Doctors                       | Andreas Drivas | Pherecydes  |